# Telomerina eburnea
Telomerina eburnea är en tvåvingeart som beskrevs av Rohacek 1983. Telomerina eburnea ingår i släktet Telomerina och familjen hoppflugor. Arten är reproducerande i Sverige. Inga underarter finns listade i Catalogue of Life.